# Planta de energía geotérmica Cerro Prieto
La planta de energía geotérmica Cerro Prieto es una planta de energía geotérmica de México, era la 2.ª mayor central del mundo, con una capacidad instalada de 720 MW. Actualmente se tienen 570 MW instalados, se dieron de baja las primeras 4 unidades generadoras con capacidad de 37.5 MW cada una. La instalación, que utiliza turbinas de vapor, inició su construcción en 1958 y fue puesta en servicio en 1973. Está ubicada en el Valle de Mexicali, Baja California, muy cerca del volcán de Cerro Prieto, de donde esta central toma su nombre y está construida en cuatro casa de máquinas individuales: CP1, CP2, CP3 y CP4.

## Estaciones
- Cerro Prieto I (CP1) con una capacidad total instalada de 30 MW (Unidad 5).[4]

- Cerro Prieto II (CP2) con dos unidades generadoras (Unidad 6 y unidad 7) de 110 MW cada una, capacidad total instalada de 220 MW.[4]

- Cerro Prieto III (CP3)  con dos unidades generadoras (Unidad 8 y unidad 9) de 110 MW cada una, capacidad total instalada de 220 MW.[4]

- Cerro Prieto IV (CP4) consta de cuatro unidades (Unidad 10, unidad 11, unidad 12 y unidad 13), cada una con una capacidad de 25 MW. Esta central contribuye con una potencia de 100 MW a la central de Cerro Prieto, y fue puesta en servicio en julio del 2000.[5][3][4]

- Cerro Prieto V (CP5), la nueva central de la estación de Cerro Prieto. Se propuso en julio del 2009, con el inicio de construcciones en septiembre. CP5 se compone de dos unidades de 50 MW, que cuando entren en funcionamiento supondrán un aumento a la capacidad total de Cerro Prieto en 100 MW.[2]
  - Después del terremoto ocurrido en la ciudad de Mexicali en el año 2010 hubo afectación a la producción de vapor por lo que ya no se realizará el proyecto de Cerro Prieto V.[cita requerida]